# Kiaeria starkei
Kiaeria starkei là một loài Rêu trong họ Dicranaceae. Loài này được (F. Weber & D. Mohr) I. Hagen mô tả khoa học đầu tiên năm 1915.

## Hình ảnh

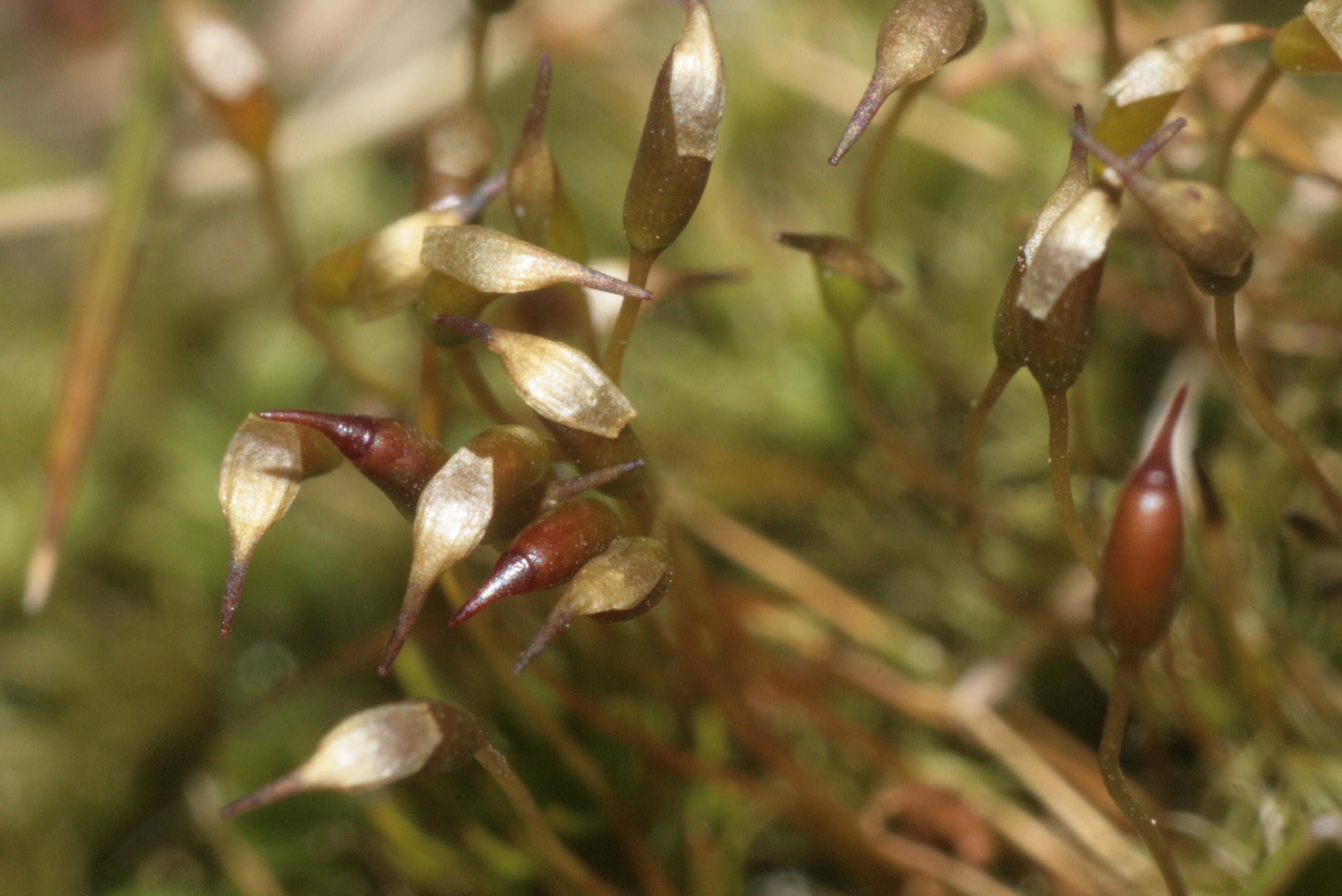
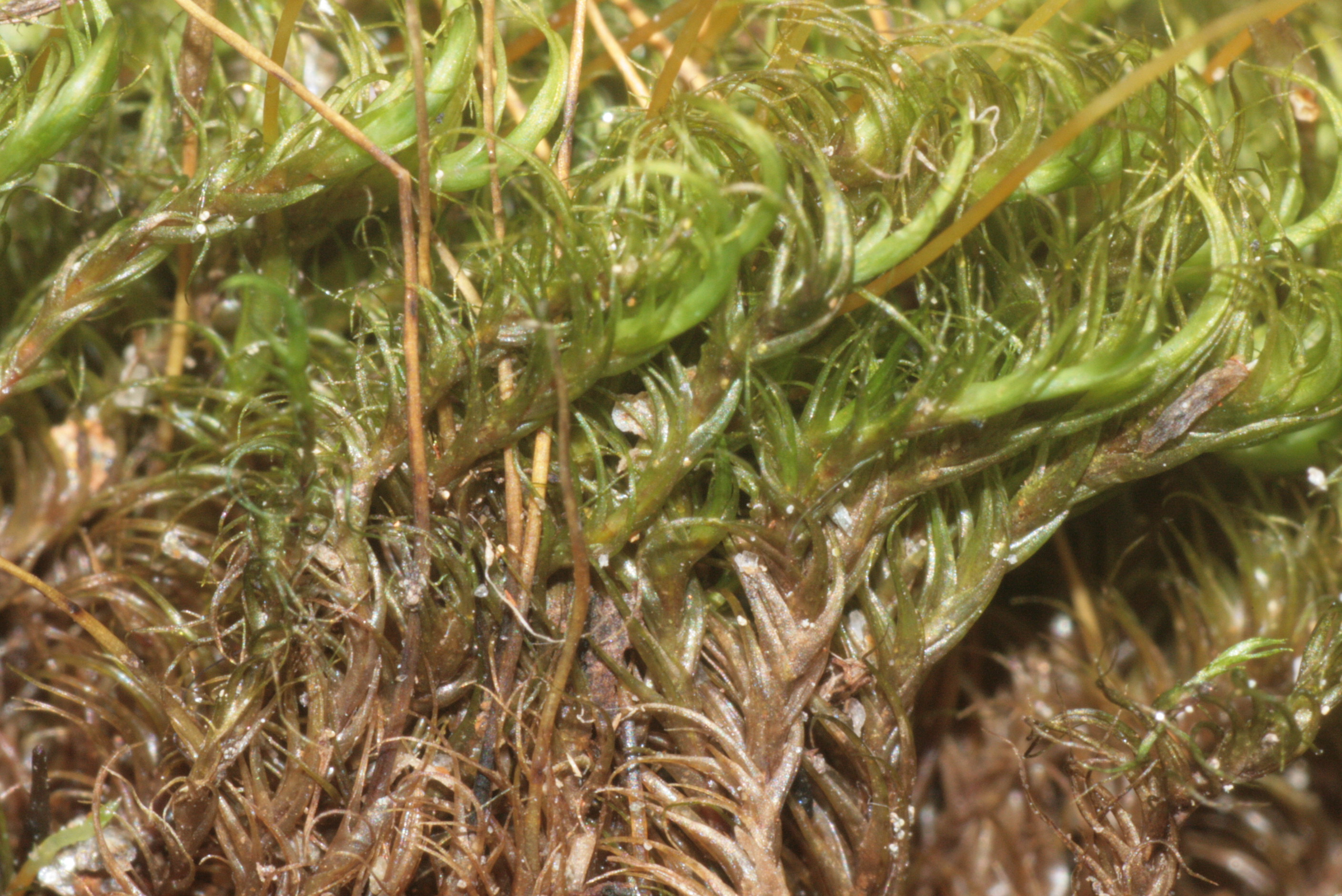
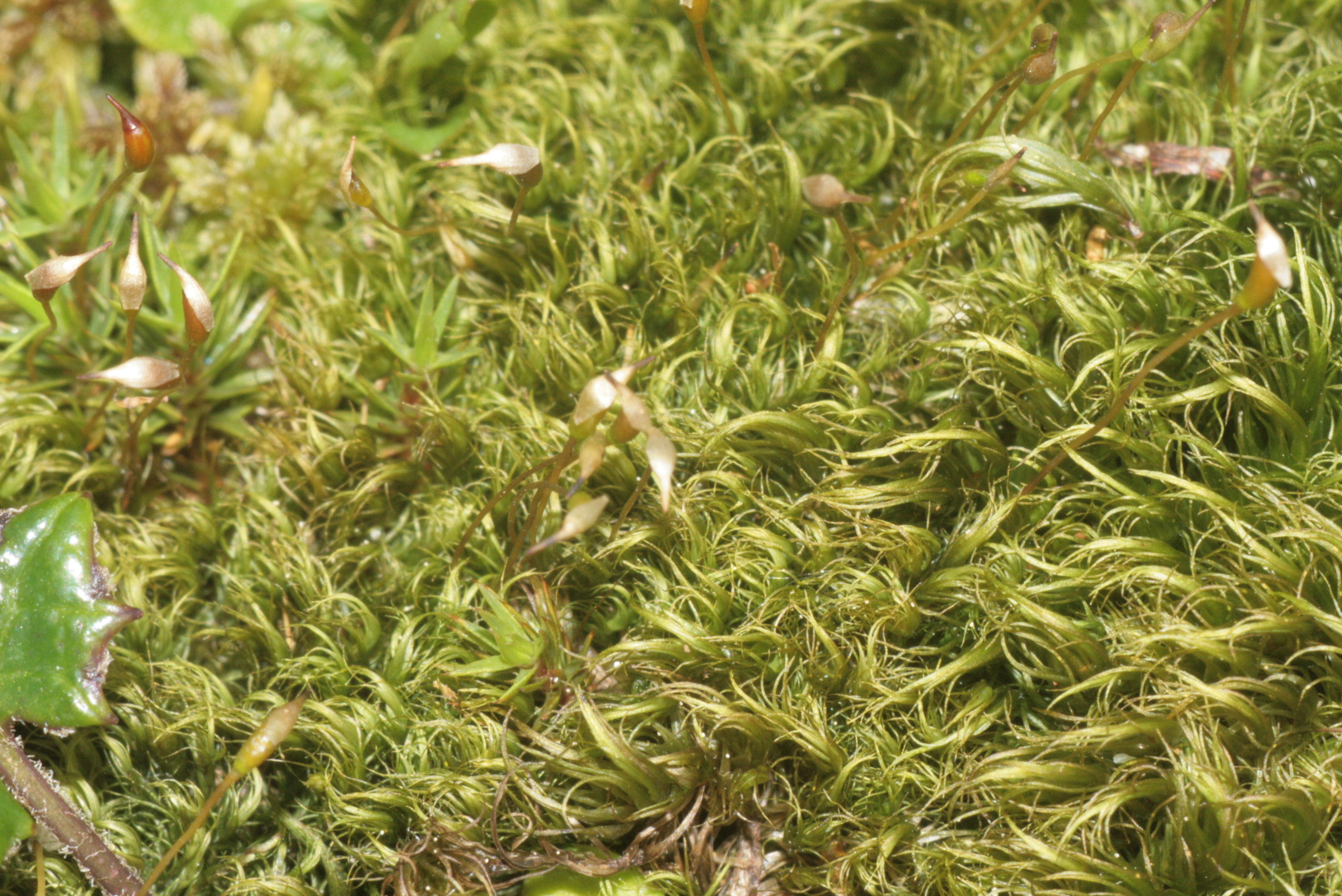
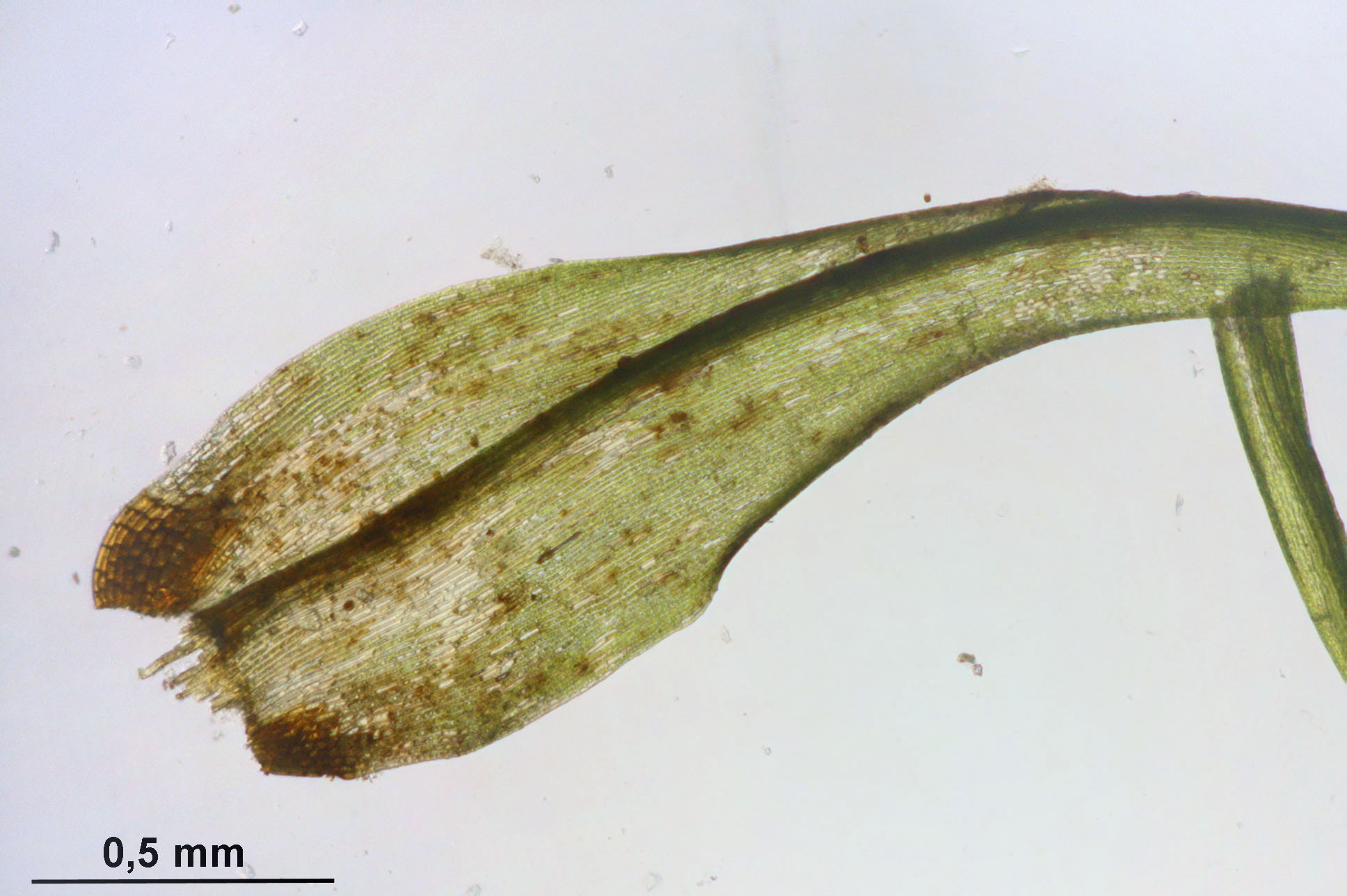